# ألكسندرا أرواخو
ألكسندرا أرواخو (بالبرتغالية: Alexandra Araujo؛ بالإيطالية: Alexandra Araujo) هي لاعبة كرة الماء إيطالية وبرازيلية، ولدت في 7 يوليو 1972 في ريو دي جانيرو في البرازيل.

## وصلات خارجية
- ألكسندرا أرواخو على موقع الاتحاد الدولي للسباحة (الإنجليزية)
- ألكسندرا أرواخو على موقع اللجنة الأولمبية الدولية (الإنجليزية)
- ألكسندرا أرواخو على موقع أوليمبيديا (الإنجليزية)
- ألكسندرا أرواخو على موقع اللجنة الأولمبية الإيطالية (الإيطالية)
- ألكسندرا أرواخو على موقع CONI honoured athlete website (الإيطالية)